# 若宮八幡社 (加須市)
若宮八幡社（わかみやはちまんしゃ）は、埼玉県加須市の神社。

## 歴史
元和年間（1615年 - 1624年）に創建された。かつて利根川は当地の南側を流れていた。そのため、度々洪水の被害に遭っていた。当社も水害から逃れるために盛土の上に建てられている。近くの龍蔵院が別当寺であったが、実務面の管理は当社の隣にあった龍蔵院の末寺の「寿福院」が行っていた。
1872年（明治5年）、近代社格制度に基づく「村社」に列せられ、1911年（明治44年）の神社合祀により、周辺の7社が合祀された。
当社には騎馬像の八幡大明神像を所蔵している。ただこの像には、松の葉によって傷つけられたといわれており、それゆえ「八幡様は松がお嫌い」とされている。

## 交通アクセス
- 栗橋駅より徒歩33分。